# سوویچیله
سوویچیله (به ایتالیایی: Sovicille) یک کومونه در ایتالیا است که در استان سیه‌نا واقع شده‌است.

## خصوصیات
سوویچیله ۱۴۳٫۷ کیلومترمربع مساحت و ۸٬۸۰۰ نفر جمعیت دارد و ۲۶۵ متر بالاتر از سطح دریا واقع شده‌است.

## خواهرخوانده
شهر ویتسبرن خواهرخواندهٔ سوویچیله هست.